# Ewiges Leben
Ewiges Leben ist ein Begriff (Theologem) der jüdischen, christlichen und islamischen Theologie, der sich sowohl auf Gott als auch auf den Menschen bezieht. Im Pentateuch, dem ältesten Kanon-Teil der Bibel, wird ein ewiges Leben nur für Gott angenommen und dem Menschen abgesprochen. In spät entstandenen alttestamentlichen Schriften hingegen wird den „Gerechten“ in Aussicht gestellt, dass Gott sie ewig leben lässt.
Das Neue Testament enthält eine Reihe von Aussagen über ein ewiges Leben des Menschen. Dieses wird als Gabe Gottes aufgefasst, die nur den Gläubigen gewährt wird. Dabei spielt der Glaube an Jesus Christus als Grundvoraussetzung ewigen Lebens die wichtigste Rolle.
Auch im heiligen Text des Islams, dem Koran, der dritten abrahamitischen Religion, wird ein ewiges Leben durch und in Allah bestimmt.
Ein Engel führt die Seele zu einem vorläufigen Gericht. Hat der Verstorbene sein Leben in Taten und Glauben nach dem Willen Allahs geführt, wird ihm mitgeteilt, dass seine Sünden vergeben seien. Sie darf aber noch nicht ins Paradies (Dschanna) eintreten. Wenn sein Leben jedoch nicht den Ansprüchen Allahs entsprochen hat, wird die Seele für die ewige Verdammnis (Dschahannam) bestimmt.

## Hebräische Bibel und Altes Testament
Im Alten Testament bzw. der hebräischen Bibel wird das ewige Leben als Merkmal Gottes hervorgehoben. So sagt Gott nach dem 5. Buch Mose: „Denn ich erhebe meine Hand zum Himmel und spreche: So wahr ich ewig lebe!“ (Dtn 32,40 ), und in Dan 4,31  sagt König Nebukadnezar II.: „Und ich pries den Höchsten, und ich rühmte und verherrlichte den ewig Lebenden, dessen Herrschaft eine ewige Herrschaft ist und dessen Reich von Generation zu Generation währt.“ Den Gegenpol dazu bildet das Leben der Geschöpfe, dessen Flüchtigkeit, Kürze und Vergänglichkeit oft hervorgehoben wird.
Mit Bezug auf den Menschen ist schon im Buch Genesis, einem der ältesten Bücher des Alten Testaments, von einem ewigen Leben die Rede. Dort wird es aber verneint. Die Stelle lautet: „Und Gott, der Herr, sprach: Siehe, der Mensch ist geworden wie einer von uns, zu erkennen Gutes und Böses. Und nun, dass er nicht etwa seine Hand ausstrecke und auch noch von dem Baum des Lebens nehme und esse und ewig lebe!“ (Gen 3,22 ). Der Urheber der Erzählung vom Sündenfall spricht hier die theoretische Möglichkeit an, dass der Mensch ewig lebt, falls er die Frucht vom Baum des Lebens im Paradies isst. Es kommt aber nicht zur Verwirklichung dieser Möglichkeit, denn sie entspricht nicht Gottes Willen: Adam und Eva erhalten keine Gelegenheit, die Frucht zu verzehren, vielmehr werden sie aus dem Paradies vertrieben. Im Buch Genesis wird die Vergänglichkeit des Menschen betont: „Da sprach der Herr: Mein Geist soll nicht ewig im Menschen bleiben, da er ja auch Fleisch ist. Seine Tage sollen 120 Jahre betragen.“
Zweifelnd und skeptisch äußerte sich der Urheber eines Ausspruchs im Buch Kohelet (Prediger), das wohl aus dem 3. Jahrhundert v. Chr. stammt. Er schrieb:

„Was die einzelnen Menschen angeht, dachte ich mir, dass Gott sie herausgegriffen hat und dass sie selbst (daraus) erkennen müssen, dass sie eigentlich Tiere sind. Denn jeder Mensch unterliegt dem Geschick und auch die Tiere unterliegen dem Geschick. Sie haben ein und dasselbe Geschick. Wie diese sterben, so sterben jene. Beide haben ein und denselben Atem. Einen Vorteil des Menschen gegenüber dem Tier gibt es da nicht. Beide sind Windhauch. Beide gehen an ein und denselben Ort. Beide sind aus Staub entstanden, beide kehren zum Staub zurück. Wer weiß, ob der Atem der einzelnen Menschen wirklich nach oben steigt, während der Atem der Tiere ins Erdreich hinabsinkt?“

Mit „Atem“ bezeichnete der Autor hier, einer damals gängigen Ausdrucksweise folgend, die den Körper belebende Kraft und damit das Leben des Lebewesens und dieses selbst.
Eine andere, optimistische Sichtweise findet sich in drei spät entstandenen alttestamentlichen Schriften: dem heute in das 2. Jahrhundert v. Chr. datierten Buch Daniel und dem Buch der Weisheit und dem 2. Buch der Makkabäer (beide 1. Jahrhundert v. Chr.). Die beiden letztgenannten Schriften werden von katholischen Theologen als deuterokanonisch, von evangelischen als apokryph bezeichnet. In diesem späten Schrifttum äußerten sich Juden der hellenistischen Zeit, die glaubten, dass Gott seine rechtschaffenen Diener nicht mit dem Tode zugrunde gehen lasse, sondern sie belohne, indem er ihnen ein ewiges Leben gewähre. So wird im Buch Daniel eine Auferstehung der Toten verkündet: „Von denen, die im Land des Staubes schlafen, werden viele erwachen, die einen zum ewigen Leben, die anderen zur Schmach, zu ewigem Abscheu. Die Verständigen werden strahlen, wie der Himmel strahlt; und die Männer, die viele zum rechten Tun geführt haben, werden immer und ewig wie die Sterne leuchten.“ Ähnlich lauten Verheißungen im Buch der Weisheit: „Die Seelen der Gerechten sind in Gottes Hand und keine Qual kann sie berühren. In den Augen der Toren sind sie gestorben, ihr Heimgang gilt als Unglück, ihr Scheiden von uns als Vernichtung; sie aber sind in Frieden. In den Augen der Menschen wurden sie gestraft; doch ihre Hoffnung ist voll Unsterblichkeit. […] Beim Endgericht werden sie aufleuchten wie Funken, die durch ein Stoppelfeld sprühen. Sie werden Völker richten und über Nationen herrschen und der Herr wird ihr König sein in Ewigkeit“ und „Ja, die Hoffnung des Frevlers ist wie die Spreu, die der Wind verweht, wie der Gischt, den der Sturm verjagt, wie der Rauch, den der Wind zerstäubt; sie schwindet wie die Erinnerung an einen flüchtigen Gast. Die Gerechten aber leben in Ewigkeit, der Herr belohnt sie, der Höchste sorgt für sie.“
Während die Gerechten in ihrer Hoffnung auf Unsterblichkeit bestätigt werden, ist das Schicksal der Gottlosen ewiger Tod bzw. die Hölle. Im zweiten Makkabäerbuch formulieren Märtyrer ihren Glauben an ein ewiges Leben, das nur den frommen Dienern Gottes, nicht ihren Verfolgern zuteilwerden soll: „Du nimmst uns dieses Leben, aber der König der Welt wird uns zu einem neuen, ewigen Leben auferwecken, weil wir für seine Gesetze gestorben sind.“ „Gott hat uns die Hoffnung gegeben, dass er uns wieder auferweckt. Darauf warten wir gern, wenn wir von Menschenhand sterben. Für dich aber gibt es keine Auferstehung zum Leben.“ „Unsere Brüder sind nach kurzem Leiden mit der göttlichen Zusicherung ewigen Lebens gestorben; du jedoch wirst beim Gericht Gottes die gerechte Strafe für deinen Übermut zahlen.“
Gemeinsam ist den jüdischen Autoren, die ab dem 2. Jahrhundert v. Chr. in biblischen Schriften ihren Glauben an ein menschliches ewiges Leben ausdrücken, dass dieses als Privileg der Gerechten aufgefasst wird. Es steht demnach nicht allen Menschen bevor. Die Exklusivität dieser Daseinsform wird betont. Im Danielbuch ist zwar auch von einem künftigen „Erwachen“ (Auferstehung) der Frevler die Rede, doch wird dieses scharf vom „ewigen Leben“ abgegrenzt, das den „Verständigen“ vorbehalten bleibt. Während im Danielbuch noch eine irdische Auferweckung und ein künftiges Gottesreich auf Erden erwartet wird, verlagert der Verfasser des zweiten Makkabäerbuchs das erhoffte ewige Leben in den Himmel, in den die verstorbenen Gerechten versetzt werden sollen. Das geschieht nach der Meinung dieses Autors nicht nach einem künftigen Gericht Gottes, sondern bereits unmittelbar nach dem Tod. Einen Sonderfall bildet die Entrückung einzelner besonders Frommer, die von Gott in den Himmel aufgenommen werden; namentlich genannt werden Henoch (schon im Buch Genesis) und Elija. In allen genannten Fällen gilt die Auferweckung zum ewigen Leben oder Entrückung in den Himmel als exklusiver Akt Gottes, der nur seinen Auserwählten zugutekommt. Nach dem Buch der Weisheit ist der Tod des Gerechten, der um der Tora willen leidet und getötet wird, nur Schein. In Wirklichkeit befindet sich ein solcher Gerechter in einer unzerstörbaren Gemeinschaft mit seinem Schöpfer, der ihn zum Bild seiner eigenen Ewigkeit geschaffen hat.

## Neues Testament
Im Neuen Testament ist der Begriff „ewiges Leben“ stark präsent. Gemeint ist ein unzerstörbares, von Gott geschenktes Leben der Glaubenden, das mit dem griechischen Ausdruck zōḗ bezeichnet und als aiṓnios (ewig) charakterisiert wird. Es unterscheidet sich von bíos, dem irdischen, vergänglichen Leben, und von psychḗ, der vom Tod bedrohten physischen Lebenskraft des Lebendigen. Allerdings wird zōḗ im Neuen Testament nicht ausschließlich in diesem Sinn verwendet, sondern mitunter auch in biologischer Bedeutung. Das ewige Leben ist kein Aspekt der menschlichen Natur, vielmehr setzt es den Glauben an Jesus Christus voraus und ist an die Beziehung des Glaubenden zum Erlöser geknüpft. In diesem Sinne schreibt der Verfasser des ersten Johannesbriefs: „Und dies ist das Zeugnis: dass Gott uns ewiges Leben gegeben hat, und dieses Leben ist in seinem Sohn. Wer den Sohn hat, hat das Leben; wer den Sohn Gottes nicht hat, hat das Leben nicht. Dies habe ich euch geschrieben, damit ihr wisst, dass ihr ewiges Leben habt, die ihr an den Namen des Sohnes Gottes glaubt.“ Dem Evangelium nach Johannes zufolge sagte Jesus: „Amen, amen, ich sage euch: Wer mein Wort hört und dem glaubt, der mich gesandt hat, hat das ewige Leben; er kommt nicht ins Gericht, sondern ist aus dem Tod ins Leben hinübergegangen.“
Die jenseitige Daseinsform der Nichtglaubenden, welche die Erlösung nicht erlangen und dem Gericht Gottes und der Verdammnis verfallen, wird nicht als „ewiges Leben“ in diesem Sinne aufgefasst und daher nicht so bezeichnet. Ebenso wie im Alten Testament gilt das ewige Leben, soweit es dem Menschen zuteilwerden kann, als Lohn der Gerechten. Es wird der „ewigen Strafe“ der Verdammten gegenübergestellt, so im Evangelium nach Matthäus: „Und diese werden hingehen zur ewigen Strafe, die Gerechten aber in das ewige Leben.“
Meist wird das ewige Leben eschatologisch als Zustand im künftigen Gottesreich thematisiert, den man „ererben“ kann, das heißt: den man als Belohnung für richtiges Verhalten während des gegenwärtigen Lebens erlangen kann. Im Johannesevangelium und den Johannesbriefen hingegen wird das Konzept des ewigen Lebens näher an das irdische Dasein herangerückt; es erscheint als etwas schon im vergänglichen Dasein Erfahrbares. Das irdische Leben kann aus dieser Perspektive als Anfang oder Vorwegnahme des ewigen verstanden werden, sofern es dessen Bedingungen entspricht. Dadurch wird – zumal aus der Sicht der johanneischen Theologie – die Bedeutung des Todes und die Differenz zwischen Leben und Tod relativiert.
Der Apostel Paulus legt u. a. Gewicht auf den Lohngedanken. Er stellt die Gerechtigkeit des Frommen, der das ewige Leben „erben“ werde, eindringlich der Ungerechtigkeit gegenüber, die mit Gottes Zorn, mit Tod und Vergänglichkeit verknüpft sei.

## Spätantike und mittelalterliche Theologie
In der Kirchenväterzeit wurde bei der Erörterung des ewigen Lebens nicht dessen zeitliche Dauer, sondern die Qualität betont. Man assoziierte damit Frieden, Seligkeit und Heil, insbesondere Freiheit von den Übeln und Gefahren des irdischen Daseins. Die Vorstellung einer unbegrenzten zeitlichen Dauer in der Art des irdischen Zeitablaufs galt als unzulängliches Verständnis der Ewigkeit. So schrieb der Kirchenvater Augustinus, im „glückseligen Leben“ sei nicht der Anfang des einen Tages das Ende des anderen. Es gebe in dieser Daseinsweise kein Kommen und Vergehen der Tage, vielmehr sei dort, wo das Leben kein Ende habe, die Gesamtheit der Tage zugleich gegeben. Nach der Definition des spätantiken christlichen Philosophen Boethius ist Ewigkeit der gleichzeitige und vollständige Besitz unbegrenzbaren Lebens.
In der Dogmatik wurde die Lehre vom ewigen Leben in den Glaubensbekenntnissen festgehalten. So enthält das Apostolische Glaubensbekenntnis die Aussage Credo in […] vitam aeternam („Ich glaube an das ewige Leben“). Im Nicäno-Konstantinopolitanum, dem Credo der Liturgie, lautet die Formel: Et expecto […] vitam venturi saeculi („Und ich erwarte das Leben der kommenden Welt“). Im Athanasischen Glaubensbekenntnis bekennt der Gläubige: „Et qui bona egerunt, ibunt in vitam aeternam; qui vero mala, in ignem aeternum“ (Und die Gutes getan haben, werden ins ewige Leben eingehen, die hingegen Böses [getan haben], in das ewige Feuer). Auch hier ist „ewiges Leben“ gleichbedeutend mit „ewige Seligkeit“ und schließt die ewige Existenz der Verdammten nicht mit ein.
In der Theologie der mittelalterlichen Scholastik bildete die Ewigkeit Gottes den Ausgangspunkt für das Verständnis des den Gläubigen verheißenen ewigen Lebens. Dabei wurde die Unwandelbarkeit als Hauptmerkmal der Ewigkeit hervorgehoben. In diesem Sinne äußerte sich im 13. Jahrhundert der führende Theologe und Philosoph Thomas von Aquin. Er deutete das ewige Leben der Geschöpfe als Teilhabe an der Ewigkeit und damit an der Unwandelbarkeit Gottes. Diese Teilhabe hielt Thomas aber für notwendigerweise eingeschränkt, denn Unveränderlichkeit im eigentlichen Sinne schrieb er nur Gott zu.

## Ewiges Leben in der islamischen Vorstellung
Das irdische und physische Leben ist für den Menschen eine Gabe von Gott und ist für ihn und seiner Seele eine beschränkte Phase der Bewährung. Der Körper, die Physis ist während der irdischen Lebzeiten unerlässlich, trotz allem aber sterblich. Die Seele hingegen wird als unsterblich angesehen und nach dem Tod vom Körper getrennt.
Die Dauer und der Abschluss wird von Allah bestimmt, so dass der Mensch bzw. seine Seele am Ende zu ihm heimkehren kann. Der Tod wird deshalb „Abberufung“ genannt.
„Sprich: Abberufen wird euch der Engel des Todes, der mit euch betraut ist. Dann werdet ihr zum Herrn zurückgebracht.“ (Sure 32, 11)
Er ist demnach kein Übergang in ein Nichts, sondern Weiterleben nach dem Willen Gottes:
„Wir, ja Wir machen die Toten wieder lebendig“ (Sure 36,12).
Bei der Abberufung spielt der Todesengel Azrael eine Rolle. In der Stunde der Abberufung beauftragt Allah Azrael, die Trennung von Körper und Seele vorzunehmen.